# Sheyenne (Dakota del Norte)
Sheyenne es una ciudad ubicada en el condado de Eddy en el estado estadounidense de Dakota del Norte. En el censo de 2010 tenía una población de 204 habitantes y una densidad poblacional de 508,16 personas por km².

## Geografía
Sheyenne se encuentra ubicada en las coordenadas 47°49′38″N 99°7′1″O / 47.82722, -99.11694. Según la Oficina del Censo de los Estados Unidos, Sheyenne tiene una superficie total de 0.4 km², de la cual 0.4 km² corresponden a tierra firme y (0%) 0 km² es agua.

## Demografía
Según el censo de 2010, había 204 personas residiendo en Sheyenne. La densidad de población era de 508,16 hab./km². De los 204 habitantes, Sheyenne estaba compuesto por el 81.37% blancos, el 0.98% eran afroamericanos, el 14.71% eran amerindios, el 0% eran asiáticos, el 0% eran isleños del Pacífico, el 0.49% eran de otras razas y el 2.45% pertenecían a dos o más razas. Del total de la población el 0.98% eran hispanos o latinos de cualquier raza.